# Conocoryphe
Conocoryphe – rodzaj stawonogów z wymarłej gromady trylobitów, z rzędu Ptychopariida.
Żył w epoce środkowego kambru.